# Elezione del Presidente del Senato del 1963
L'elezione del presidente del Senato del 1963 per la IV legislatura della Repubblica Italiana si è svolta il 16 maggio 1963.
Il presidente del Senato uscente è Cesare Merzagora. Presidente provvisorio del senato è Giovanni Battista Bertone
Presidente del Senato della Repubblica, eletto al I scrutinio, è Cesare Merzagora.

## L'elezione

### Preferenze per Cesare Merzagora
| Scrutinio | Voti | Percentuale |
| --------- | ---- | ----------- |
| I         | 233  | 74,9%       |

## 16 maggio 1963

### I scrutinio
Per la nomina è richiesta la maggioranza assoluta dei votanti.
| Dati votazione | Dati votazione |  | Nome             | Nome | Voti |
| -------------- | -------------- |  | ---------------- | ---- | ---- |
| Presenti       | 311            |  | Cesare Merzagora | 233  |      |
| Votanti        | 311            |  | Voti dispersi    | 2    |      |
| Astenuti       | 0              |  | Schede bianche   | 74   |      |
| Maggioranza    | 156            |  | Schede nulle     | 2    |      |

Risulta eletto: Cesare Merzagora